# William Allen White
William Allen White (Emporia, 10 febbraio 1868 – Emporia, 29 gennaio 1944) è stato un curatore editoriale, scrittore e politico statunitense e leader americano dell'era progressista. Tra il 1896 e la sua morte, White divenne un portavoce dell'America centrale.

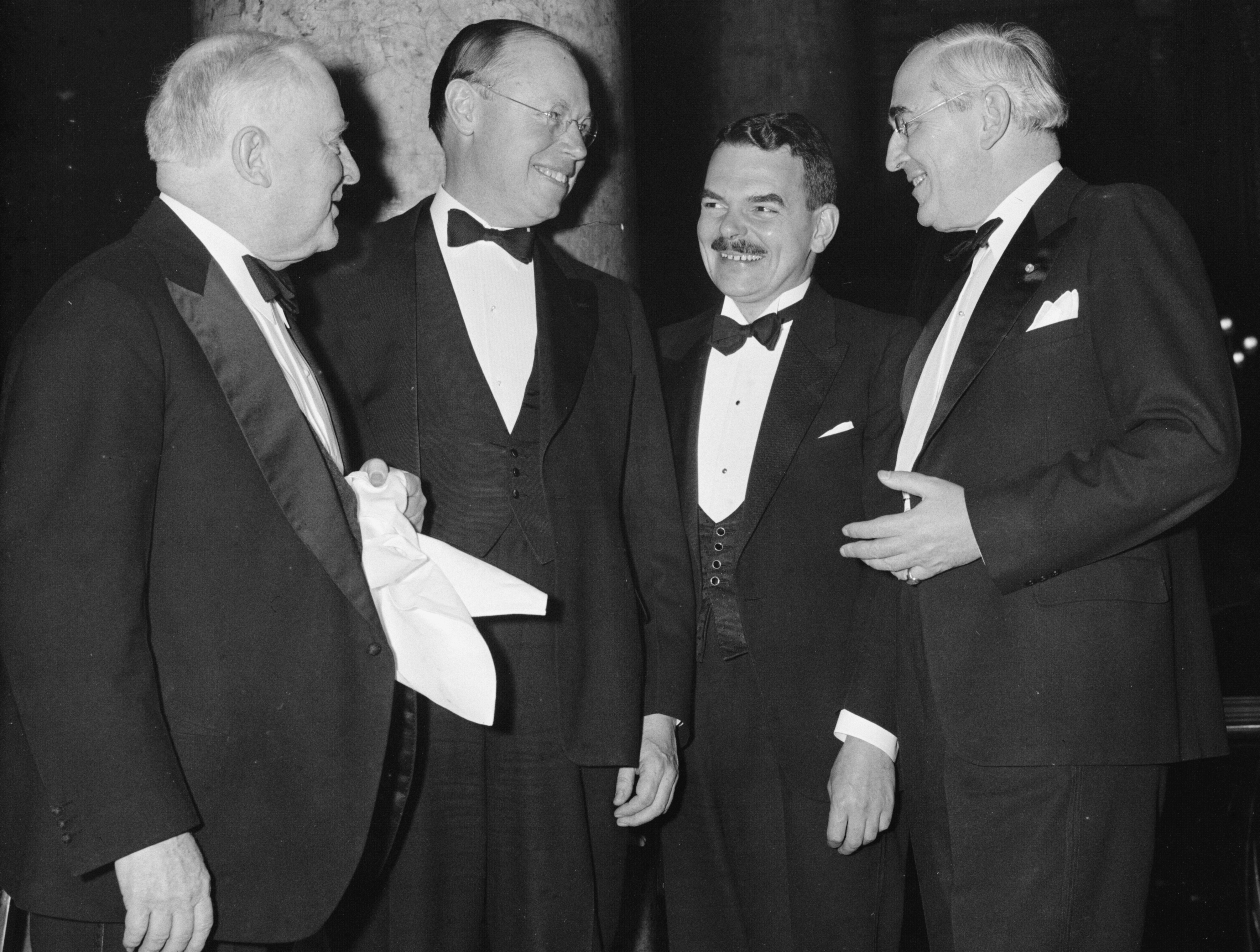
Da sinistra a destra: WA White, il senatore Robert A. Taft dell'Ohio, Thomas E. Dewey e il senatore Arthur H. Vandenberg del Michigan

La Commissione Speciale di Haiti presenta un rapporto al Presidente Hoover. Nella foto, da sinistra a destra: William Allen White, Elie Vezina, W. Cameron Forbes, presidente, Henry P. Fletcher e James Kearney

In un banchetto del 1937 tenuto in suo onore dalla Kansas Editorial Association, fu chiamato "il membro più amato e il più illustre" della stampa del Kansas. (p. 39)

## Primi anni di vita
White nacque a Emporia, Kansas e si trasferì a El Dorado, Kansas, con i suoi genitori, Allen e Mary Ann Hatten White, dove trascorse la maggior parte della sua infanzia. Amava gli animali e leggere libri. Frequentò il College of Emporia e l'Università del Kansas e nel 1889 iniziò a lavorare al The Kansas City Star come redattore editoriale.

## The Emporia Gazette
Nel 1895 White acquistò l'Emporia Gazette per $3.000 da William Yoast Morgan e ne divenne l'editore.

### Qual è il problema con il Kansas? – 1896
White politicamente era un conservatore in questa fase iniziale della sua carriera. Nel 1896 un editoriale di White intitolato "Qual è il problema con il Kansas?" attirò l'attenzione nazionale con un feroce attacco a William Jennings Bryan, ai Democratici e ai Populisti. White ridicolizzò aspramente i leader populisti per aver lasciato scivolare il Kansas nella stagnazione economica e non tenere il passo economicamente con gli stati vicini, perché le loro politiche anti-business avevano allontanato per paura il capitale economico dallo stato. White scrisse:
I repubblicani inviarono centinaia di migliaia di copie dell'editoriale a sostegno di William McKinley durante le combattutissime elezioni presidenziali del 1896, dando così a White visibilità nazionale.
Con il suo caldo senso dell'umorismo, la penna editoriale articolata e l'approccio non comune alla vita, White divenne presto famoso in tutto il paese. I suoi editoriali sulla Gazzetta furono ampiamente ristampati; ha scritto storie sulla politica sindacale dal George Matthew Adams Service e ha pubblicato molti libri, comprese le biografie di Woodrow Wilson e Calvin Coolidge. Qual è il problema con il Kansas? e Mary White (un omaggio alla figlia sedicenne per la sua morte avvenuta nel 1921) furono i suoi scritti più noti. A livello locale era conosciuto come il più grande sostenitore di Emporia.
Ha vinto un Premio Pulitzer nel 1923 per il suo editoriale "To an Anxious Friend", pubblicato il 27 luglio 1922, dopo essere stato arrestato per ordine di Henry Justin Allen in una disputa sulla libertà di parola a seguito di obiezioni al modo in cui lo stato del Kansas avevano gestito gli uomini che avevano partecipato al Great Railroad Strike del 1922.

### Ideali di piccola città
Nei suoi romanzi e racconti, White ha sviluppato la sua idea della piccola città come metafora per comprendere il cambiamento sociale e per predicare la necessità della comunità. Mentre esprimeva le sue opinioni in termini di piccola città, adattava la sua retorica ai bisogni e ai valori dell'emergente America urbana. Il cinismo del mondo del dopoguerra placò la sua letteratura immaginaria, ma per il resto della sua vita ha continuato a diffondere la sua visione della comunità di una piccola città. Si è opposto alle catene di negozi e alle società di vendita per corrispondenza, come una minaccia per l'imprenditore della via principale. La Grande depressione scosse la sua fede in un'America cooperativa, altruista e borghese. Come la maggior parte dei vecchi progressisti, il suo atteggiamento nei confronti del New Deal era ambivalente: il presidente Franklin D. Roosevelt si prendeva cura del paese ed era personalmente attraente, ma White considerava le sue soluzioni fortuuite. White vedeva il paese unirsi dietro ai vecchi ideali nel 1940, di fronte alle minacce straniere.

#### Lotta alla corruzione
White cercò di incoraggiare un ordine morale praticabile che fornisse alla nazione un senso di comunità. Riconobbe le potenti forze della corruzione, ma chiese un cambiamento lento e correttivo che avesse origine nella classe media. Nel suo romanzo In the Heart of a Fool (1918), White sviluppò pienamente l'idea che la riforma rimanesse l'alleata più solida dei diritti di proprietà. Sentiva che la Guerra ispano-americana favoriva l'unità politica e credeva che una vittoria morale e un progresso nella civiltà sarebbero stati una compensazione per la devastazione della prima guerra mondiale. White concluse che la democrazia nella New Era inevitabilmente mancava di direzione e il New Deal lo trovò uno spettatore sconcertato. Tuttavia si aggrappò alla sua visione di una società cooperativa fino alla sua morte nel 1944.

## Politica

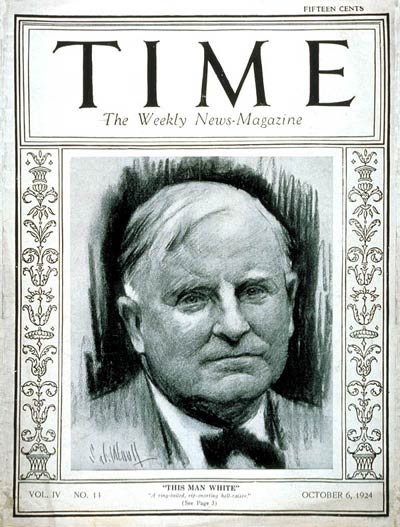
Copertina di Time, 6 ottobre 1924

White divenne un leader del movimento progressista in Kansas, formando la Kansas Republican League nel 1912 per opporsi alle ferrovie. White aiutò Theodore Roosevelt a formare il Partito progressista (Bull-Moose) nelle elezioni presidenziali del 1912, in opposizione alle forze conservatrici che circondavano il presidente repubblicano in carica William Howard Taft.
White era uno dei reporter alla Conferenza di pace di Parigi nel 1919 e un forte sostenitore della proposta di Woodrow Wilson per la Lega delle Nazioni. La Lega entrò in funzione, ma gli Stati Uniti non si unirono mai. Durante gli anni '20 White fu critico sia nei confronti dell'isolazionismo che del conservatorismo del Partito Repubblicano.

Secondo Roger Bresnahan:
Nelle elezioni presidenziali del 1928 stigmatizzò il candidato democratico Al Smith come candidato del "saloon, della prostituzione e del gioco d'azzardo" per l'opposizione di Smith al Proibizionismo. Negli anni '30 fu uno dei primi sostenitori dei candidati presidenziali repubblicani, Alf Landon del Kansas nel 1936 e Wendell Willkie nel 1940. Tuttavia White era nell'ala liberale del Partito Repubblicano e scrisse molti editoriali lodando il New Deal del presidente Franklin D. Roosevelt.

## La sponsorizzazione del pittore John Steuart Curry

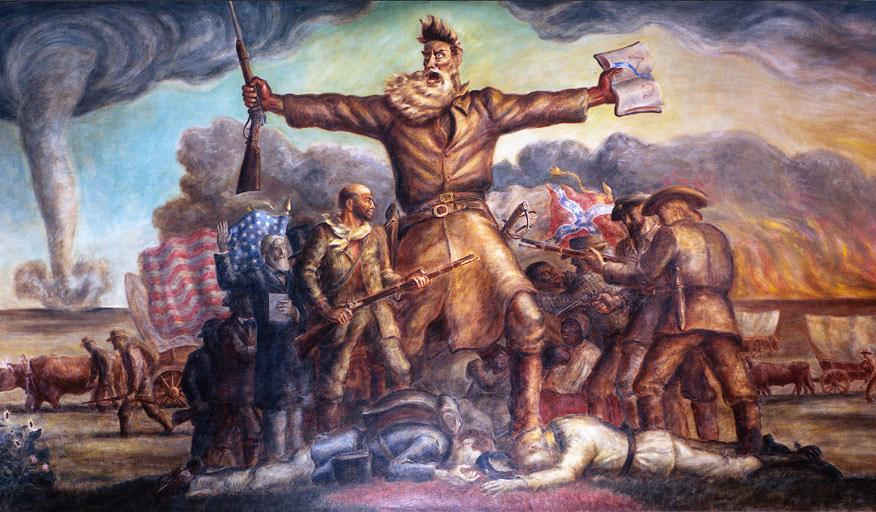
Murale di Curry Il tragico preludio

White fu il capofila nel persuadere gli editorialisti e gli editori di giornali del Kansas a condurre una campagna di raccolta fondi in modo da invitare l'artista più famoso del Kansas, John Steuart Curry, a dipingere murales per il Kansas. Ottenne il sostegno del governatore Walter Huxman e di altri politici e il risultato fu il prestigioso invito a dipingere murales per il Campidoglio del Kansas. Il risultato fu Tragic Prelude. 37–39

## Saggio d'Emporia
L'ultimo quarto di secolo della vita di White fu passato come portavoce nazionale non ufficiale di America Centrale. Ciò indusse il presidente Franklin Roosevelt a chiedere a White di dare una mano nel generare il sostegno pubblico verso gli Alleati prima dell'ingresso dell'America nella seconda guerra mondiale. Nel 1940 White fu fondamentale nella formazione del Comitato per la Difesa dell'America Aiutando gli Alleati, noto anche come White Committee. Si dimise il 3 gennaio 1941, scrivendo a un editorialista di un giornale che "Nelle nostre sezioni di New York e Washington abbiamo un gruppo di guerrafondai e sotto la nostra organizzazione non abbiamo modo di estrometterli e io non posso rimanere a capo di un'organizzazione che viene utilizzata da quella sezione per fare una danza per la guerra ".
A volte indicato come il Saggio di Emporia, continuò a scrivere editoriali per la Gazette fino alla sua morte nel 1944. È stato anche un editore, fondatore del Book of the Month Club insieme all'amica di lunga data Dorothy Canfield.

## Famiglia
White sposò Sallie Lindsay nel 1893. Ebbero due figli, William Lindsay White, nato nel 1900, e Mary Katherine, nata nel 1904. Mary morì in un incidente a cavallo nel 1921, spingendo suo padre a pubblicare un famoso elogio funebre, "Mary White," il 17 maggio 1921.
White visitò sei dei sette continenti almeno una volta nella sua lunga vita. Grazie alla sua fama e al suo successo, ricevette 10 lauree honoris causa dalle università, inclusa una da Harvard.
White insegnò a suo figlio William L. l'importanza del giornalismo e, dopo la sua morte, William L. assunse la direzione della Gazette e continuò il suo successo locale; dopo la sua morte lo gestì sua moglie Kathrine. La loro figlia Barbara e suo marito, David Walker, lo rilevarono proprio come William aveva fatto in precedenza e oggi il giornale rimane a conduzione familiare, attualmente guidato dal pronipote di Willian Allen White, Christopher White Walker.

## White e i due Roosevelt
White sviluppò un'amicizia con il presidente Theodore Roosevelt negli anni 1890 che durò fino alla morte di Roosevelt nel 1919. Roosevelt trascorse diverse notti a White's Wight e la casa progettata da Wight, William Allen White House, situata nelle William Allen White Cabins, durante i viaggi negli Stati Uniti. White avrebbe detto in seguito: "Roosevelt mi ha morso e sono impazzito". Successivamente White sostenne gran parte del New Deal, ma votò contro Franklin D. Roosevelt ogni volta.

## Visitatori famosi di Red Rocks, casa della famiglia White a Emporia
- Theodore Roosevelt
- Herbert Hoover
- Calvin Coolidge
- Edna Ferber
- Henry Justin Allen

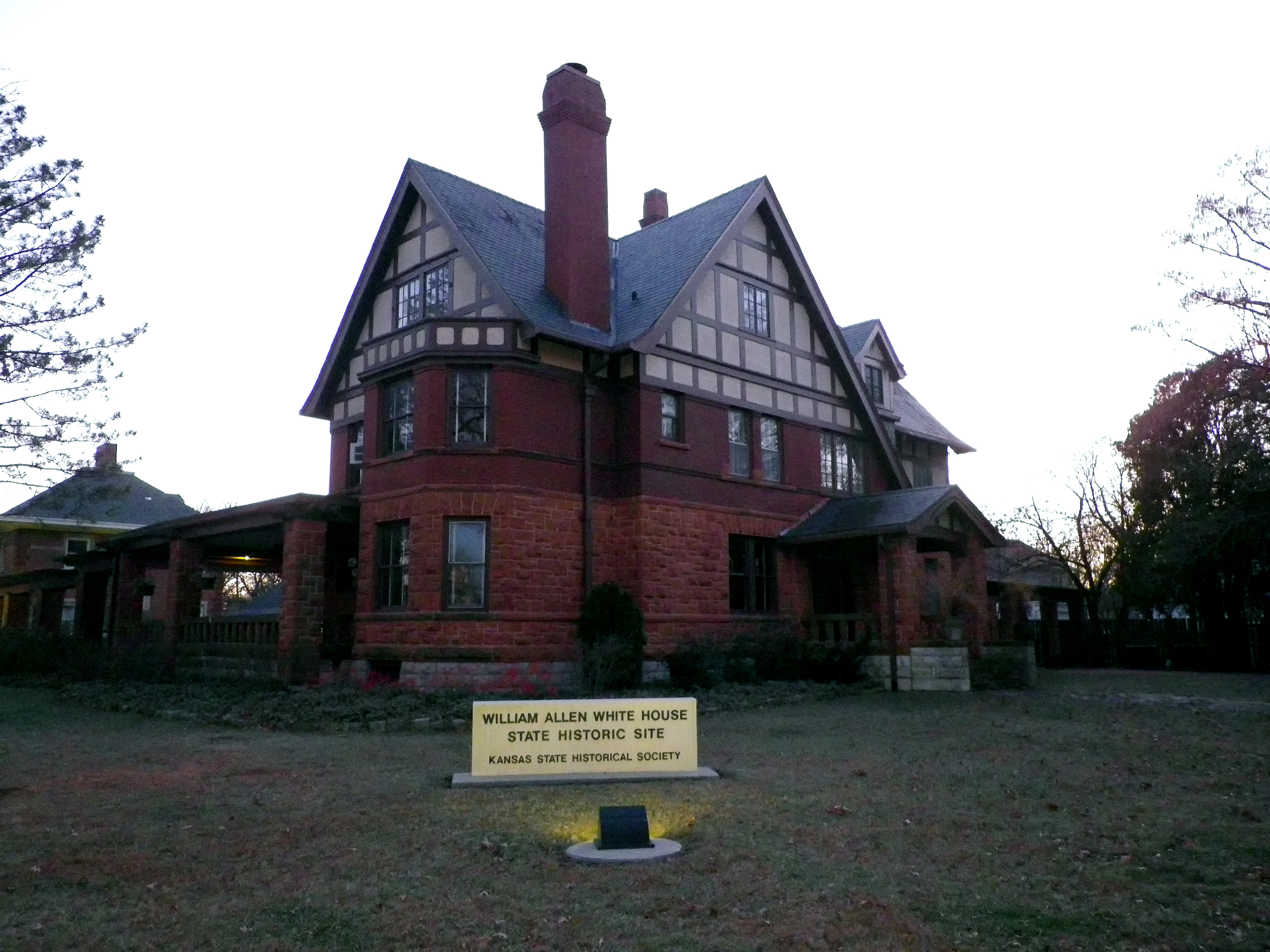
La William Allen White House, un sito storico dello stato del Kansas

- Frances Louise Tracy e Anne Morgan, che erano, rispettivamente, la moglie e la figlia di J.P. Morgan
- Douglas Fairbanks
- Dorothy Canfield

## Onorificenze postume
Life descrisse così White:

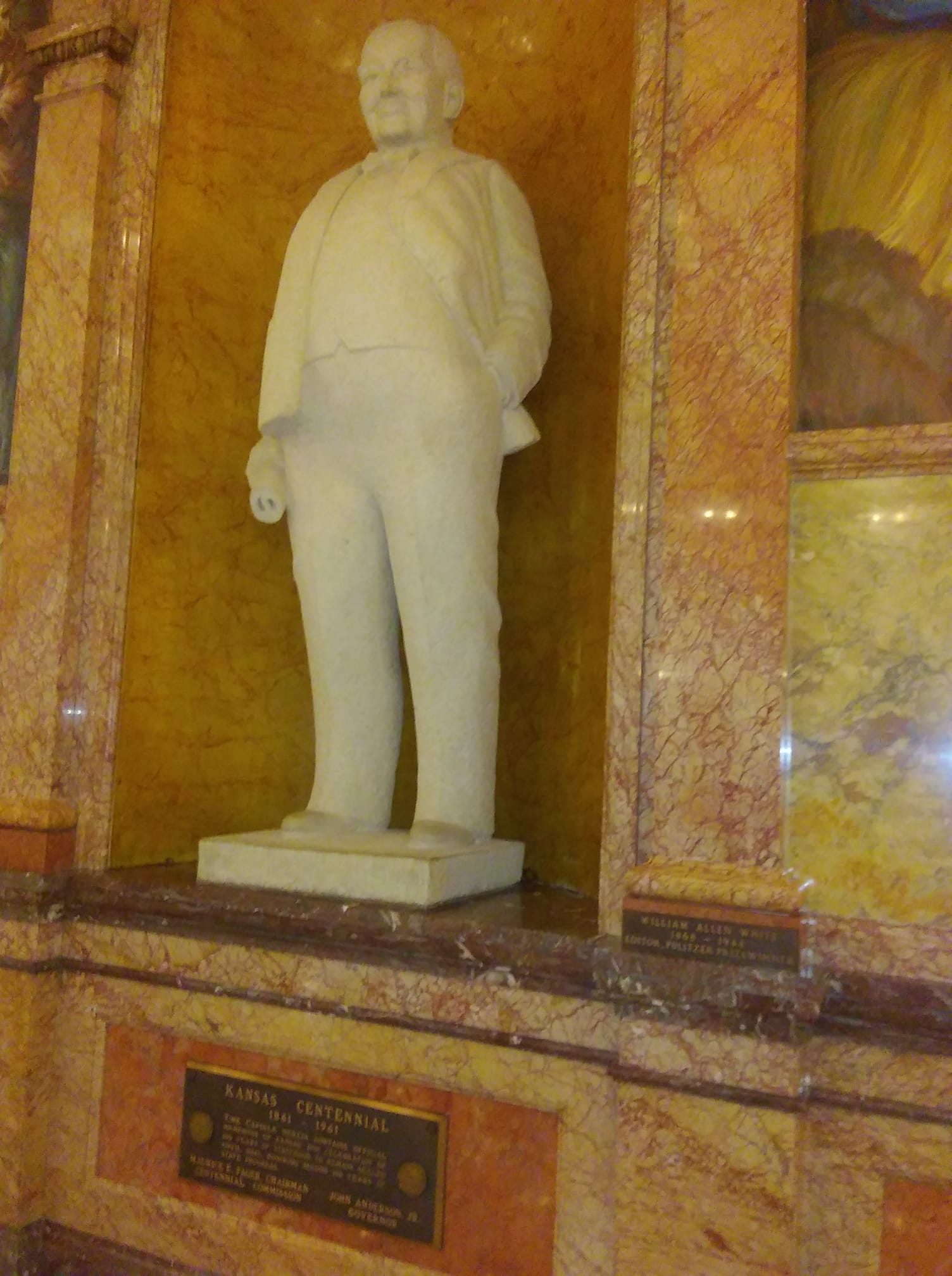
Statua di White nel Campidoglio di Topeka, Kansas

La città di Emporia raccolse $25.000 in obbligazioni di guerra durante la seconda guerra mondiale e ottenne i diritti di denominazione per il bombardiere Boeing B-29 Superfortress all'inizio del 1945. Non sorprende che scelsero di chiamarlo con il nome del loro cittadino più famoso, William Allen White. Questo bombardiere fu inviato con un equipaggio di uomini sull'Isola di Tinian nel Pacifico meridionale e faceva parte dello stesso squadrone di bombardieri in cui si trovava l'Enola Gay.
Durante la seconda guerra mondiale, la nave da trasporto William Allen White fu varata da Richmond, in California, l'8 maggio 1944.

La sua autobiografia, pubblicata postuma nel 1946, vinse nel 1947 il Premio Pulitzer per la biografia e autobiografia.

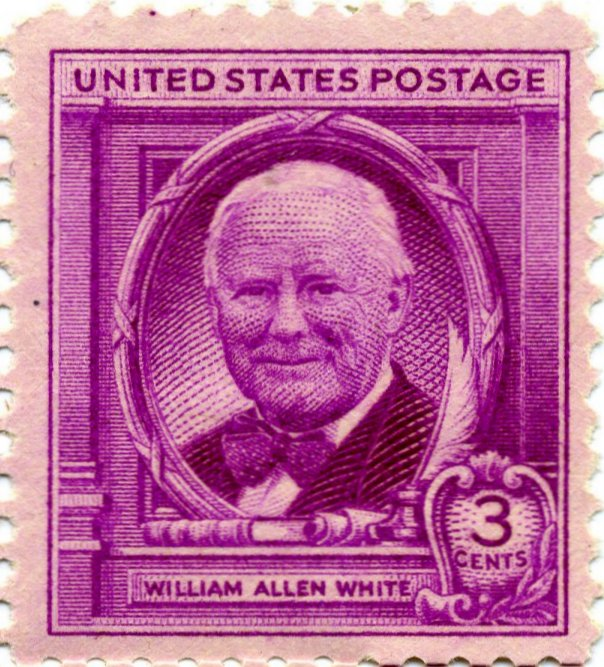
Francobollo statunitense, 1948

Nel 1948 un francobollo da 3¢ fu emesso in suo onore dal Servizio Postale degli Stati Uniti.
La Scuola di giornalismo dell'Università del Kansas prende il nome da lui, così come l'edificio della biblioteca dell'Emporia State University. Ci sono anche due premi creati dalla William Allen White Foundation: il William Allen White Award per gli eccezionali meriti giornalistici ed il Children's Book Award.
La città di Emporia lo onora ancora oggi con le indicazioni dei limiti della città sull'Interstatale 35 (I-35), la US Route 50 in Kansas e la K-99 (Autostrada del Kansas) che annunciano "Casa di William Allen White".
L'immagine di White è usata dalla band They Might Be Giants in scenografie e video musicali.

## Citazioni
Dall'editoriale "Mary White":
Dall'editoriale "Student Riots", The Emporia Gazette, 8 aprile 1932:
I giovani dovrebbero essere radicali. I giovani dovrebbero esigere un cambiamento nel mondo. I giovani non dovrebbero accettare il vecchio ordine se il mondo vuole andare avanti. Ma i vecchi ordini non dovrebbero essere spostati facilmente, certamente non per mero capriccio o volere della giovinezza. Ci deve essere scontro e se la gioventù non ha abbastanza forza o fervore per produrre lo scontro il mondo diventa stantio e stagnante e aspro, in decadimento. Se i nostri college e le nostre università non allevano uomini che insorgono, che si ribellano, che attaccano la vita con tutta la loro energia ed il vigore giovanile, allora c'è qualcosa che non va nei nostri college. Più rivolte si verificano nei campus universitari, migliore sarà il mondo di domani.»
Da un editoriale del 1933 sull'inutilità della guerra (riferendosi alla prima guerra mondiale):
Da un editoriale pubblicato nel febbraio 1943, poco dopo il ritorno del presidente Franklin D. Roosevelt dalla Conferenza di Casablanca con Winston Churchill:
Da un editoriale del 20 marzo 1899, The Emporia Gazette:

## File multimediali nella categoria "Cottage Bianchi di William Allen"

Cotttage principale. Interno, visto a sinistra dalla porta d'ingresso
Cottage principale. Visualizzazione nord-ovest
Cottage principale. Visualizzazione sud-est
William Allen White camere da letto e gabinetto.
Stanza da lavoro (studio). Vista est

## Opere pubblicate
White ha pubblicato 22 opere nel corso della sua vita. Molte di queste opere erano raccolte di racconti, articoli di riviste o discorsi che aveva tenuto durante la sua lunga carriera.

### Poesia
- Rhymes by Two Friends, con Albert Bigelow Paine (1893)

### Biografie
- Woodrow Wilson, The Man, His Times, and His Tasks (1924)[27]
- Calvin Coolidge, The Man Who is President (1925)[28]
- Masks in a Pageant (1928); profila i presidenti da McKinley a Wilson[29]
- A Puritan in Babylon: The Story of Calvin Coolidge (1938)[30]
- The Autobiography of William Allen White (1946)[31]

### Narrativa
- The Real Issue: A Book of Kansas Stories (1896)
- The Court of Boyville (1899)
- Stratagems and Spoils: Stories of Love and Politics (1901)
- In Our Town (1906)
- A Certain Rich Man (1909)
- God's Puppets (1916)
- The Martial Adventures of Henry & Me (1918)
- In the Heart of a Fool (1918)

### Cronaca politica e sociale
- The Old Order Changeth: A View of American Democracy (1910)
- Politics: The Citizen's Business (1924)
- Some Cycles of Cathay (1925)
- Boys-Then and Now (1926)
- What It's All About: Being A Reporter's Story of the Early Campagna del 1936 (1936)
- Forty Years on Main Street (1937)
- The Changing West: An Economic Theory About Our Golden Age (1939)

## Premi e successi
| Hiram Johnson    | Copertina di Time Magazine 6 ottobre 1924      | Glenn H. Curtiss |
| Frank M. O'Brien | Premio Pulitzer per il miglior editoriale 1923 | Boston Herald    |

### Fonti primarie
- Johnson, Walter F. ed. The Selected Letters of William Allen White (1947).
- White, William Allen. The Autobiography of William Allen White (1946).
- Johnson, Walter e Alberta Pantle. "A Bibliography of the Published Works of William Allen White" Kansas Historical Quarterly (1947) 14 (1) pp. 22–41. online